# Thomas Olmsted
Thomas James Olmsted (ur. 21 stycznia 1947 w Oketo) – amerykański duchowny katolicki, biskup Phoenix w latach 2003-2022.

## Życiorys
Wychowywał się na farmie swych rodziców w Beatie w Kansas. Ma dwóch braci i trzy siostry. Uczęszczał do szkoły podstawowej, która składała się z jednego pomieszczenia, a następnie do małej, wiejskiej szkoły średniej w Summerfield. Podjął studia w Seminarium św. Tomasza w Denver, gdzie uzyskał licencjat z filozofii w 1969. 2 lipca 1973 otrzymał święcenia kapłańskie i został kapłanem diecezji Lincoln. Od 1976 przebywał na studiach doktoranckich w Rzymie. Doktorat z prawa kanonicznego na Papieskim Uniwersytecie Gregoriańskim uzyskał w 1981. W latach 1979–1988 pracował jako urzędnik w Sekretariacie Stanu. W czasie pobytu w Wiecznym Mieście pełnił też funkcję ojca duchownego w Kolegium Ameryki Północnej. Po powrocie do ojczyzny w 1989 był kolejno proboszczem w Seward, diecezjalnym promotorem sprawiedliwości, a także rektorem Kolegium Josephinum w Worthington.
16 lutego 1999 mianowany koadiutorem biskupa Wichity. Sakry udzielił mu biskup Eugene Gerber. Jako dewizę przyjął słowa Jesus Caritas. 4 października 2001 przejął sukcesję po biskupie Gerberze. Na urzędzie ordynariusza Wichity nie pozostał jednak zbyt długo, bowiem 25 listopada 2003 został przeniesiony na biskupstwo Phoenix w Arizonie (urząd objął 20 grudnia 2003). 10 czerwca 2022 papież Franciszek przyjął jego rezygnację z funkcji biskupa diecezjalnego. 
Bp Olmsted zna biegle języki hiszpański i włoski.